# Archángelos (Héraklion)
Pour les articles homonymes, voir Archangelos.
Archángelos, en grec moderne : Αρχάγγελος est un village du dème de Minóa Pediáda, en Crète, en Grèce. Selon le recensement de 2001, la population d'Archángelos compte 326 habitants. Il est situé à une altitude de 330 m, à 37 km de Héraklion.